# 80 cm K (E)
Lo 80 cm Kanone in Eisenbahnlafette, abbreviato in 80 cm K (E), era un cannone ferroviario tedesco della seconda guerra mondiale, costruito in due soli esemplari, denominati Dora e Gustav.

## Storia
Questo cannone è considerato la più potente arma mai trasportata su un treno, e veniva montato su due pianali ferroviari al momento della sua messa in batteria. Entrambe le bocche di fuoco furono costruite negli anni 40 dalla ditta tedesca Krupp, concepiti per distruggere la Linea Maginot, come aveva fatto l'antenato Grande Berta nel 1914 con i forti di Liegi.
Il cannone aveva una gittata di 47 chilometri e pesava 1 344 tonnellate. Data la sua possente mole era in grado di sparare granate da 7 tonnellate. Richiedeva una dotazione di oltre 1 200 serventi, ma precedentemente erano stati impiegati oltre 2 500 operai delle ferrovie per poter adattare la linea ferrata sovietica al transito del convoglio. Per la messa in batteria e per poter utilizzare un adeguato angolo di tiro occorreva un tratto di linea a doppio binario a forma di semicerchio di oltre un chilometro, che gli permettesse di allinearsi al bersaglio. Erano poi necessari due battaglioni della FlaK per proteggerlo dagli attacchi aerei.
Questo cannone aveva una bocca da fuoco in grado di sparare all'incirca tre colpi all'ora nel primo e secondo arco dell'inviluppo del tiro. Aveva un calibro di 800 mm, una canna di ben 32,50 metri (pertanto per il sistema italiano di classificazione delle artiglierie sarebbe stato un 800/40). Era l'arma con il calibro più grande mai utilizzata in un combattimento, il più pesante pezzo di artiglieria mobile costruito in termini di peso complessivo e riuscendo a sparare i proietti più pesanti di qualsiasi pezzo di artiglieria (Little David avrebbe sparato proiettili più pesanti, ma non fu mai utilizzato in combattimento). Utilizzava due differenti tipologie di proiettili, il primo, più leggero (circa 4 500 kg), riusciva ad essere scagliato fino ad una distanza di 45 chilometri, il secondo a carica perforante con un peso di 7,2 tonnellate arrivava alla massima gittata di 38 chilometri. In qualsiasi caso un colpo del cannone aveva un effetto devastante, basti pensare all'episodio del golfo di Severnaja durante l'assedio di Sebastopoli, dove un solo proiettile distrusse un deposito di munizioni protetto da 30 metri di terra e cemento.
Dopo Dora e Gustav, la Krupp stava costruendo un terzo cannone di tipo simile, "Langer Gustav" o "Schwerer Gustav 2", ma lo stabilimento della Krupp di Essen venne bombardato prima dalla RAF, e successivamente la guerra terminò.

## Schwerer Gustav

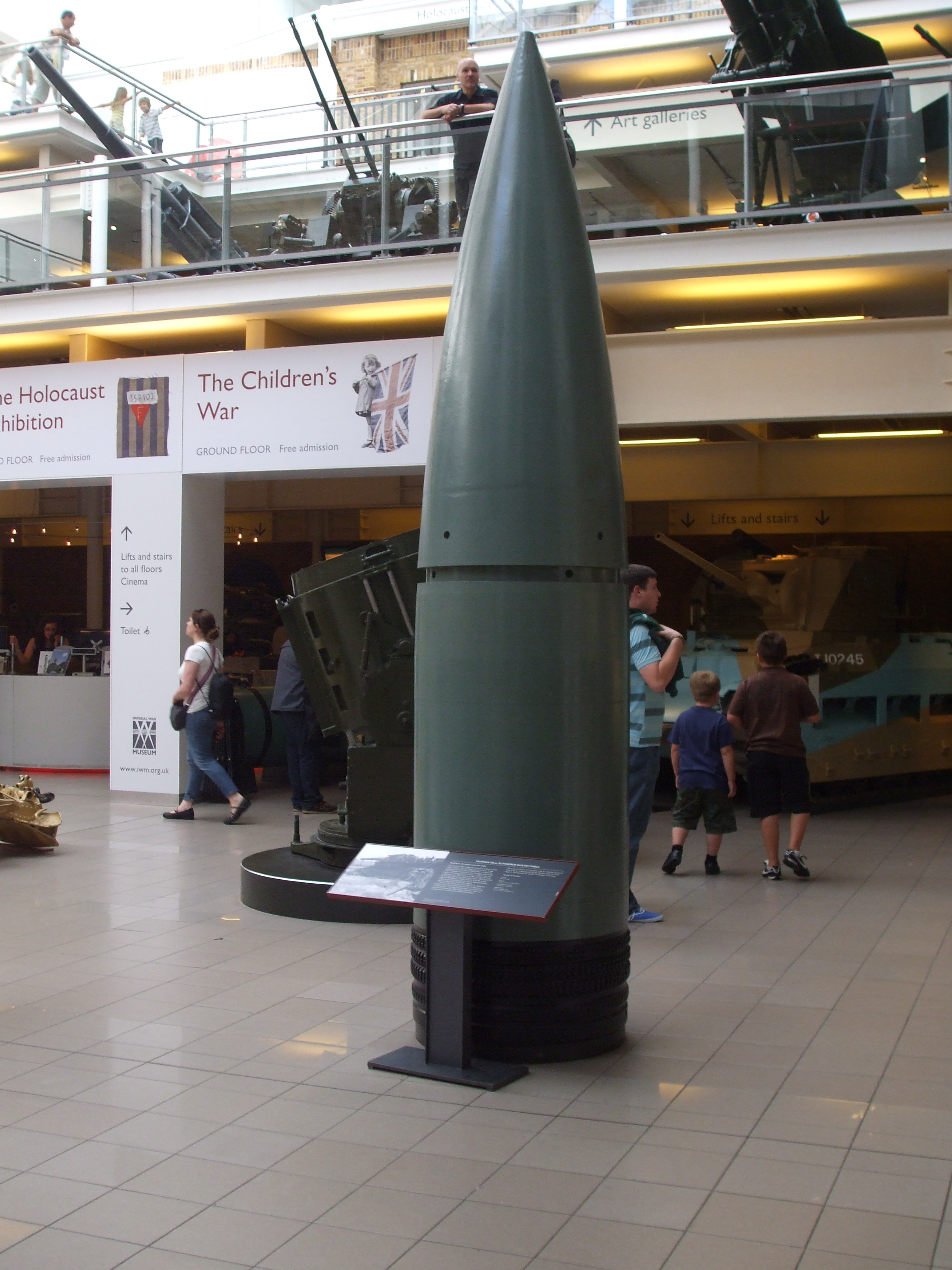
Granata usata dallo Schwerer Gustav, esposto all'Imperial War Museum

Nonostante fosse stato progettato per contrastare la linea Maginot, lo sviluppo del cannone durò più a lungo del previsto e quindi l'arma fu inviata sul fronte orientale.
Nel febbraio del 1942 il cannone ferroviario Schwerer Gustav iniziò il suo lungo viaggio verso la Crimea. Il treno che lo trasportava era composto da 25 vagoni e lungo un chilometro e mezzo. Il cannone raggiunse l'istmo di Perekop nel marzo del 1942, e fu pronto solamente ad aprile. Fu necessario costruire un'apposita linea ferroviaria di 16 chilometri tra Simferopoli e Sebastopoli.
Il cannone ebbe il suo debutto nella battaglia di Sebastopoli: la sua installazione iniziò ai primi di maggio, per essere pronto a far fuoco in giugno. Esso distrusse alcune batterie sulla costa, forte Stalin, forte Molotov, un deposito di munizioni nel golfo di Severnaja, forte Siberia e forte Maxim Gorki.
Dopo il 4 luglio il cannone aveva avuto dei problemi alla sua canna, che fu rimandata a Essen per essere riparata. Montata una canna sostitutiva, il cannone fu smantellato per poter essere spostato a nord, e precisamente a Leningrado. Il cannone fu posto a 30 chilometri dalla città, nella stazione di Taizy ed era pienamente operativo, ma nel frattempo l'attacco era stato annullato. Il cannone poi trascorse l'inverno del 1942-1943 vicino a Leningrado.
Successivamente fu spostato per poterne effettuare una revisione in Germania. Non fu quindi poi utilizzato durante la rivolta di Varsavia nel 1944, nonostante una sua munizione sia esposta al museo delle armi in Polonia.
Il cannone dovette essere distrutto prima della sua cattura; furono infatti ritrovati nel 1945 alcuni suoi resti in una foresta a 15 chilometri a nord di Auerbach (circa 50 chilometri a sud-ovest di Chemnitz). I tedeschi avevano completamente disassemblato il cannone.

## Dora

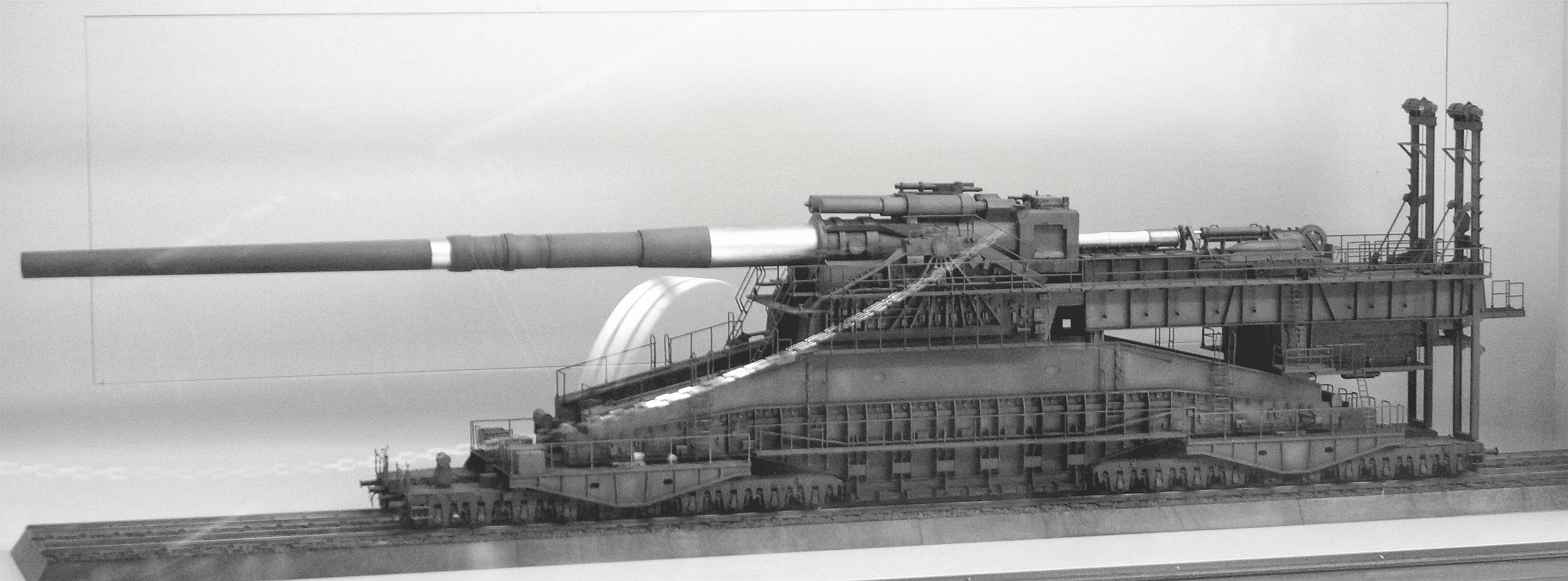
Modellino del Dora

Il cannone gemello Dora fu il secondogenito. Fu schierato di tutta fretta a 15 chilometri da Stalingrado nell'agosto 1942. Fu pronto a fare fuoco solamente il 13 settembre, ma fu subito ritirato. Fu portato indietro dai nazisti durante la loro lunga ritirata. Anche questo cannone fu distrutto dai tedeschi e fu ritrovato dalle truppe americane un po' di tempo dopo la scoperta dei resti del Gustav.

## Langer Gustav
Il Langer Gustav doveva essere un miglioramento del Gustav, con un calibro di 52 cm, e una canna di 43 metri. Fu progettato per poter sparare proiettili/missili a super-lungo raggio, dal peso di 680 kg, ad una distanza di 190 km, in modo da poter colpire direttamente Londra da Calais.
Questo cannone in realtà non fu mai completato, in quanto la RAF bombardò gli impianti della Krupp a Essen.

## Dopoguerra

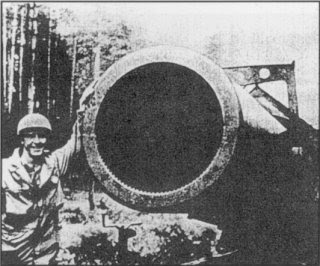
Un soldato statunitense insieme al cannone 80 cm del Dora

Il 14 aprile 1945, un giorno prima dell'arrivo delle truppe americane, lo Schwerer Gustav venne smantellato e distrutto per prevenire la cattura del mezzo. Il 22 aprile 1945, i suoi resti sono stati ritrovati in una foresta a 15 km a nord da Auerbach e circa 50 km a sud-ovest da Chemnitz.
Nell'estate del 1945, lo Schwerer Gustav venne studiato da alcuni specialisti sovietici e nell'autunno dello stesso anno venne trasferito a Merseburg, dove i sovietici stavano raccogliendo del materiale militare tedesco. Nel marzo del 1945, il Dora venne trasferito a Grafenwöhr e fu distrutto, facendolo saltare in aria il 19 aprile 1945. I detriti del Dora vennero scoperti dalle truppe americane qualche anno dopo. I resti ritrovati vennero demoliti nel 1950.
Una parte del terzo cannone (52 cm) fu ritrovato negli impianti di produzione della Krupp a Essen.
Alcuni resti del Dora sono oggi esposti al Militärhistorisches Museum der Bundeswehr a Dresda.

## Dati tecnici
- Peso: 1.350 t
- Peso della canna: 400 t

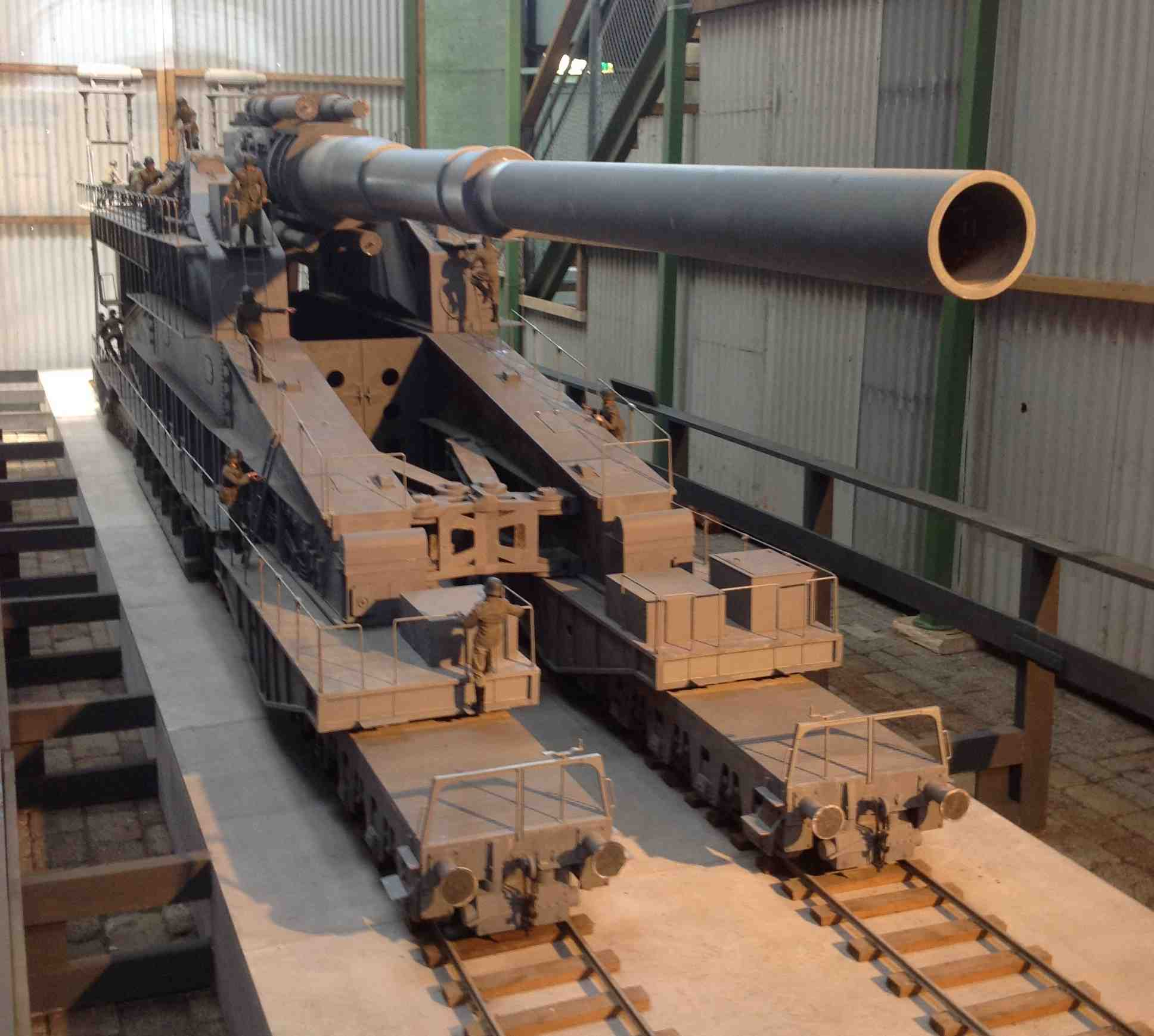
Modellino presso il Spoorwegmuseum a Utrecht (NL); Sono rappresentati degli operatori per un confronto dimensionale

- lunghezza / spessore / altezza: 47,30 m / 7,10 m / 11,60 m
- Calibro: 800 mm
- Lunghezza della canna: 32,48 m
- Elevazione massima: 65°
- Potenza della locomozione diesel: 2 × 1000 CV
- Tempo di ricarica: dai 20 ai 45 minuti
- Munizioni:
  - perforante
    - Peso: 7.100 kg
    - Lunghezza: 6,79 m
    - Gittata massima: ca.37 km

  - granata
    - peso: 4.800 kg
    - lunghezza: 8,26 m
    - Gittata massima: ca.45 km

## Modelli
- 80 cm Schwerer Gustav – utilizzato nel marzo 1942 nella battaglia di Sebastopoli.[senza fonte]
- 80 cm Dora – utilizzato contro Stalingrado nel settembre 1942. Probabilmente non ha mai fatto fuoco.[senza fonte]
- 52 cm Langer Gustav – Iniziato, ma mai completato.[senza fonte]